# Kurbin (huyện)
Kurbin là một quận thuộc hạt Lezhë, Albania. Quận này có diện tích 235 km² và dân số năm 2002 là 54519 người, mật độ 232 người/km².